# グリーンベレー (コナミ)
『グリーンベレー』 (GREEN BERET) は、1985年にコナミ（現・コナミデジタルエンタテインメント）が開発、稼働したアーケード用の横スクロールアクションゲーム。北米では『RUSH'N ATTACK』のタイトルで稼働された。
キャッチコピーは「地獄よりの生還者。たった一人で生き残れ……」。
同名のゲームがアイレム（現・アピエス）から1980年に稼働されているが、本作とは全く関係ない。

## 概要
主人公（スティーブ）を操作し、捕虜を救出するために様々なステージをクリアしていく。全4ステージ（ディスクシステム版と携帯電話版は6ステージで捕虜救出ではなくミサイル破壊が最終目的）。
敵や敵の攻撃に触れたり、障害物である地雷に触れるとミスとなり、残り人数が無くなるとゲームオーバー。
通常はナイフでしか攻撃できないが、特定の敵を倒すとバズーカなどのアイテムが手に入り、それを使った攻撃ができる（弾数及び時間制限あり）。
AC版はステージ中にBGMは無くパーカッションによるマーチの演奏のみという演出。

## 設定

### アイテム
アーケード版、ゲームボーイアドバンス版は紺色の服の敵、ディスクシステム（以下FCD）版、携帯電話版は黄色の服の敵を倒すと出現する。
- 火炎放射器（アーケードのみ） - 前にいる敵を一掃することが出来る。3発。
- バズーカ - 前にいる敵を一掃することが出来る。火炎放射よりもやや動きが遅い。4発（FCD版は3発）。
- 手榴弾 - 前方に投げるが、爆発までに多少時間がかかる。3発。
- スター（FCDのみ） - 一定時間無敵になる。
- ピストル（FCDのみ） - 一定時間弾を撃ち続けることが出来る。

## 他機種版
| No. | 発売日                                     | 対応機種                                                                                | タイトル | 開発元             | 発売元                 | メディア                              | 型式                                   | 売上本数 | 備考                                             |
| --- | ------------------------------------------ | --------------------------------------------------------------------------------------- | --- | ------------------ | ---------------------- | ------------------------------------- | -------------------------------------- | -------- | ------------------------------------------------ |
| 1   | 1986年                                     | Amstrad CPC Atari 8ビット・コンピュータ BBC Micro コモドール16 コモドール64 ZX Spectrum | Rush'n Attack Green Beret                                                                                                  | Imagine Software   | Imagine Software       | フロッピーディスク カセットテープ     | -                                      | -        | -                                                |
| 2   | 1986年                                     | Thomson MO5 Thomson TO7                                                                 | Green Beret | Imagine Software   | France Image Logiciels | フロッピーディスク                    | -                                      | -        | -                                                |
| 3   | 1986年                                     | MSX                                                                                     | Green Beret | コナミ             | コナミ                 | 3.5インチフロッピーディスク           | KN 358                                 | -        | -                                                |
| 4   | 1987年4月10日 1987年4月 1989年6月8日       | ディスクシステム NES                                                                    | グリーンベレー Rush'n Attack Green Beret                                                                                   | コナミ             | コナミ                 | ディスクカード両面 ロムカセット       | KDS-GRN NES-RA-USA                     | -        | -                                                |
| 5   | 1989年                                     | PC/AT互換機                                                                             | Green Beret | Ocean Software     | Imagine Software       | 5.25インチフロッピーディスク          | -                                      | -        | -                                                |
| 6   | 2002年5月2日 2002年5月21日 2002年6月21日   | ゲームボーイアドバンス                                                                  | コナミアーケードゲームコレクション Konami Collector's Series - Arcade Advanced Konami Collector's Series - Arcade Classics | KCE                | コナミ                 | ロムカセット                          | AGB-AKCJ-JPN AGB-AKCE-USA AGB-AKCP-EUR | -        | アーケード版の移植                               |
| 7   | 2006年9月29日                              | 505iシリーズ 90xi・70xiシリーズ （iアプリ）                                             | グリーンベレー | コナミ             | コナミ                 | ダウンロード                          | -                                      | -        | ディスクシステム版のリメイク移植                 |
| 8   | 2007年3月1日                               | 256K/3G端末 （S!アプリ）                                                                | グリーンベレー | KDE                | KDE                    | ダウンロード                          | -                                      | -        | ディスクシステム版のリメイク移植                 |
| 9   | 2007年3月15日 2007年3月27日 2007年10月26日 | ニンテンドーDS                                                                          | コナミ アーケード コレクション Konami Classic Series - Arcade Hits Konami Arcade Classics                                  | M2                 | KDE                    | 128メガビットDSカード                 | NTR-A5KJ-JPN NTR-ACXE-USA NTR-ACXP-EUR | -        | アーケード版の移植                               |
| 10  | 2007年5月23日                              | Xbox 360 (Xbox Live Arcade)                                                             | Rush'n Attack | デジタルエクリプス | KDE                    | ダウンロード                          | -                                      | -        | アーケード版の移植                               |
| 11  | 2009年10月1日                              | BREW3.1/4.0対応機種 （EZアプリ）                                                        | グリーンベレー | KDE                | KDE                    | ダウンロード                          | -                                      | -        | ディスクシステム版のリメイク移植                 |
| 12  | 2009年12月15日                             | Xbox 360 (Xbox Live Arcade)                                                             | Konami Classics Vol.2 | デジタルエクリプス | KDE                    | ダウンロード                          | 30086                                  | -        | アーケード版の移植                               |
| 13  | 2020年11月26日                             | PlayStation 4 Nintendo Switch                                                           | グリーンベレー | コナミ             | ハムスター             | ダウンロード (アーケードアーカイブス) | -                                      | -        | アーケード版の移植 海外版 (RUSH'N ATTACK) も収録 |

各機種の特徴
- ディスクシステム版は2人同時プレイが可能。使用武器やアイテムの追加変更がありステージ中にもBGMが付いた。また、最終目的が捕虜救出ではなく敵基地内ミサイルの破壊になっていたり、エンディングのグラフィックが独自のものになっているなど、全体的にAC版からのパワーアップ移植に近い仕上がり。
- ゲームボーイアドバンス版及びXbox 360版ではタイトルが北米版のものに変更されている。また、ニンテンドーDS版では本体の言語設定を「日本語」以外にしてから始めると北米仕様になる。
- 携帯電話（iアプリ、S!アプリ、BREW）版は『コナミ名作シリーズ』第7弾として登場。基本的にディスクシステム版の移植だが、通常の残機制だったシステムが残機・ライフ併用制に変更されている。
- 国内版はミスするとその場から復帰となるが、北米版ではミスすると復帰ポイントまで戻されてしまう。また、ディスクシステム版の国内版のみ、特殊武器で地雷を破壊すると出現することがある地下道に入ることができる。地下道から出るハシゴによって、一気に先に進めることもあれば逆に戻されてしまう場合もある。
- アーケードからの移植版では、ネームエントリー時に流れる『大脱走マーチ』が全てメロディ変更のものに差し替えになっている。

## 音楽
サウンドトラック
- 『コナミ・ファミコン・クロニクル Vol.1 ディスクシステム編』

## スタッフ
ファミリーコンピュータ版
- プログラマー：NANIWA NO HIDEO
- キャラクター・デザイン：MADAMU KEIKO、HARACHAN、GOKIGEN YOSHIMOTO（吉本陽一）
- サウンド・デザイン：CHARY SADAKICHI（禎清宏）
- ディレクター：PHAZER ATSUKO
- ビジュアル・デザイン：SHIMONETA KENJI（霜出健治）、DAIBUTSU MARI（きのしたまり）
- 音楽：RUSHER SAKAMOTO（坂元信也）、IKU IKU MIZUTANI（水谷郁）、HEVIMETA SATOE（寺島里恵）、NANDA ADACHI（安達昌宣）
- スペシャル・サンクス：HASHIBOU（橋本和久）、ONIYANKO SHINOBU

## 評価
ファミリーコンピュータ版
- ゲーム誌『ファミコン通信』のクロスレビューでは合計29点（満40点）となっている[5]。

- ゲーム誌『ファミリーコンピュータMagazine』の読者投票による「ゲーム通信簿」での評価は以下の通りとなっており、17.52点（満25点）となっている[9]。また、同雑誌1991年5月24日号特別付録の「ファミコンディスクカード オールカタログ」では、「グラフィック、サウンドともに十分な出来なのだが、派手さに欠けるのが残念な点である」と紹介されている[9]。

| 項目 | キャラクタ | 音楽 | 操作性 | 熱中度 | お買得度 | オリジナリティ | 総合  |
| 得点 | 3.63       | 3.59 | 3.36   | 3.65   | -        | 3.29           | 17.52 |

- ゲーム誌『ユーゲー』では、「同社の『魂斗羅』と比べると地味な感はぬぐえないが、ナイフで戦い抜くすべを身につけると、これもまた一つの名作だと思えてくる」と評している[10]。

## 関連作品
- M.I.A. Missing In Action - 1989年に同社から発売されたアーケードゲーム作品。グリーンベレーのゲームシステムを引き継いだ後継作品。